# La mère de Cartman est une folle du cul
La mère de Cartman est une folle du cul (Cartman's Mom is a Dirty Slut en version originale) est le treizième et dernier épisode de la première saison de la série animée South Park.
C'est la première partie d'un Arc narratif qui se conclut avec La mère de Cartman est toujours une folle du cul.

## Synopsis
Cartman ignore qui est son père. Alphonse Mephisto veut bien l'aider mais les recherches coûtent 3 000 $.

## Mort de Kenny
Après avoir survécu à un accident de kart, Kenny est heurté par un train. La vidéo de sa mort sera envoyée à une émission par le grand-père de Stan.